# 格利烏斯
奧盧斯·格利烏斯(Aulus Gellius)，活躍於二世紀的古羅馬作家，在羅馬長大，在雅典求學後再回到羅馬，出任公職。
格利烏斯留下《阿提卡之夜》（Noctes Atticae）一書，他在阿提卡過冬時開始寫作此書，以消長夜，因此取名為《阿提卡之夜》。該書是他的筆記，記下他所見所聞所讀，為後世提供了一部關於那時代的重要史料，許多已散佚的古籍的內容，也保留在其中。

## 外部連結
- 拉丁文原選輯 （页面存档备份，存于）
- 洛布版英譯本選輯